# Nelli Ferjabnikova
Nelli Ferjabnikova, född den 14 maj 1949 i Vorkuta, dåvarande Sovjetunionen, är en sovjetisk basketspelare som var med och tog OS-guld 1976 i Montréal. Detta var första gången basket var med på det olympiska programmet. Ferjabnikova var även med fyra år senare och tog OS-guld 1980 i Moskva. 